# Sommerhalde

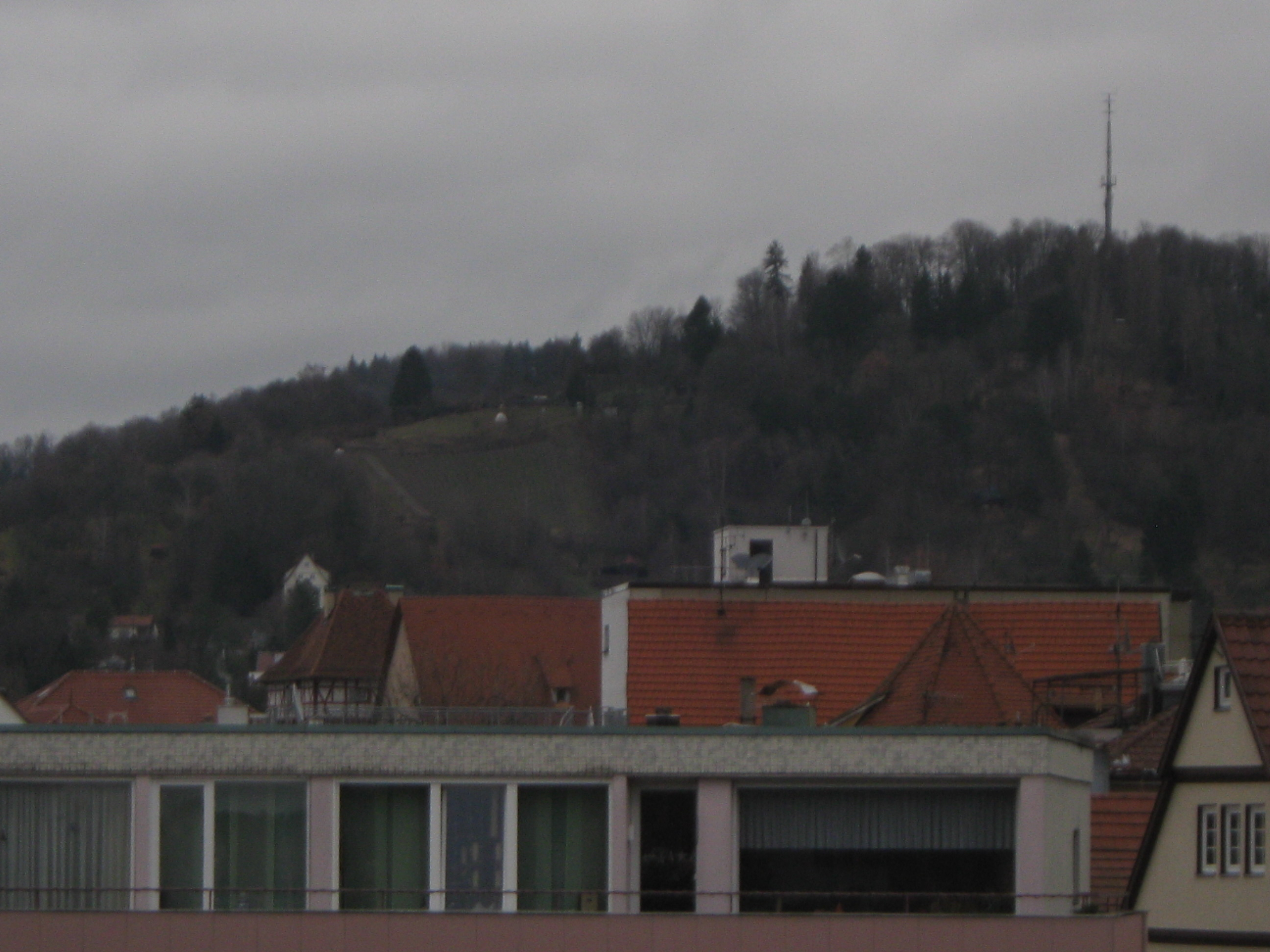
Scheibengipfel mit Sommerhalde und Sender Reutlingen

Der Weinberg Sommerhalde am Scheibengipfel in Reutlingen zählt zum Weinbaubereich Oberer Neckar des Weinbaugebietes Württemberg. Die Rebsorten Blauer Portugieser, Spätburgunder, Schwarzriesling, Müller-Thurgau und Chardonnay gedeihen an der Sommerhalde am besten. Es handelt sich nicht um eine Weinlage im Sinne der Weinbergsrolle (Rebkataster).

## Erhalt der Weinbaukultur
Neben dem Städtischen Weinberg gibt es an der Achalm auch ein privates Grundstück, auf dem 2001 nach einem jahrelangen Rechtsstreit und der zwischenzeitlich geänderten Weinbaugesetzgebung wieder neue Rebstöcke angepflanzt wurden. Die Neubepflanzung, die bisher nicht genehmigungsfähig war, fällt jetzt unter den Paragraphen „Erhalt der Weinbaukultur“. 2003 wurden dort 1067 Rebstöcke gepflanzt: Portugieser und Müller-Thurgau und ergaben einen ersten Ertrag von 180 Litern mit einem Mostgewicht von 83 Oechsle-Grad.